# District de Pont-de-Vaux
1790–1795
Entités précédentes :
- Province de la Bresse

Entités suivantes :
- Arrondissement de Bourg-en-Bresse

Le district de Pont-de-Vaux était une division territoriale du département de l'Ain entre 1790 et 1795 dont le chef-lieu était Pont-de-Vaux.

## Géographie
Son territoire occupait l'ancienne province de la Bresse à l'extrême nord-ouest de l'actuel département de l'Ain. Il s'étendait en forme de croissant de Cormoz à Saint-Laurent-sur-Saône. Il est traversé par la Reyssouze qui passe à Pont-de-Vaux, par la Saône à l'ouest, la Veyle au sud et le Sevron à l'est.
Il avait une superficie de 452,74 km² et une population de 37 674 habitants.
Il était délimité par les districts de Louhans au nord, Mâcon à l'ouest et Bourg au sud.
Le 17 février 1800, lors de la création des arrondissements, Pont-de-Vaux n'a pas été choisie comme sous-préfecture, les 3 cantons qui composaient le district appartiennent désormais à l'arrondissement de Bourg-en-Bresse.

## Histoire
Le district de Pont-de-Vaux entre en vigueur le 4 mars 1790, il est l'un des 9 districts que composent le département de l'Ain.
Le 28 août 1790, l'Assemblée nationale décrète que le tribunal de district ne sera pas placé à Pont-de-Vaux mais à Saint Trivier.
La constitution du 5 fructidor an III (22 août 1795) supprime le district. 

## Composition
Il était composé de 36 communes réparties en 3 cantons : 
Le canton de Bagé-le-Châtel, qui était composé de 12 communes et totalisait 11 926 habitants en 1793 : Asnieres, Bagé la Ville, Bagé le Chatel, Bereiziat, Dommartin, Feillens, Manziat, Marsonnas, Replonges, Saint André de Bagé, Saint Laurent de l'Ain et Vesines.
Le canton de Pont-de-Vaux, qui était composé de 11 communes et qui totalisait 12 960 habitants en 1793 : Arbigny, Boissey, Boz, Chavannes sur Reyssouze, Chevroux, Gorrevod, Ozan, Pontdevaux, Saint Benigne, Saint Etienne et Sermoyer.
Le canton de Saint-Trivier, qui était composé de 13 communes et qui totalisait 12 788 habitants en 1793 : Cormos, Courteux, Curciat Domgalon, Jayat, Lescheroux, Mantenay, Montlin (commune rattachée à Mantenay-Montlin en 1807), Saint Jean sur Reyssouze, Saint Julien, Saint Nizier le Bouchoux, Saint Trivier, Servignat, Vernous et Vescours.

## Principales communes
| # | Ville                    | Population (1793) |
| - | ------------------------ | ----------------- |
| 1 | Pont-de-Vaux             | 2 787             |
| 2 | Feillens                 | 2 286             |
| 3 | Gorrevod                 | 2 050             |
| 4 | Saint-Jean-sur-Reyssouze | 1 857             |
| 5 | Bâgé-la-Ville            | 1 809             |

## Liens
- Arrondissement de Bourg-en-Bresse
- La réduction des Justices de paix en 1801 - Département de l'Ain